# Залізнична катастрофа в Загребі

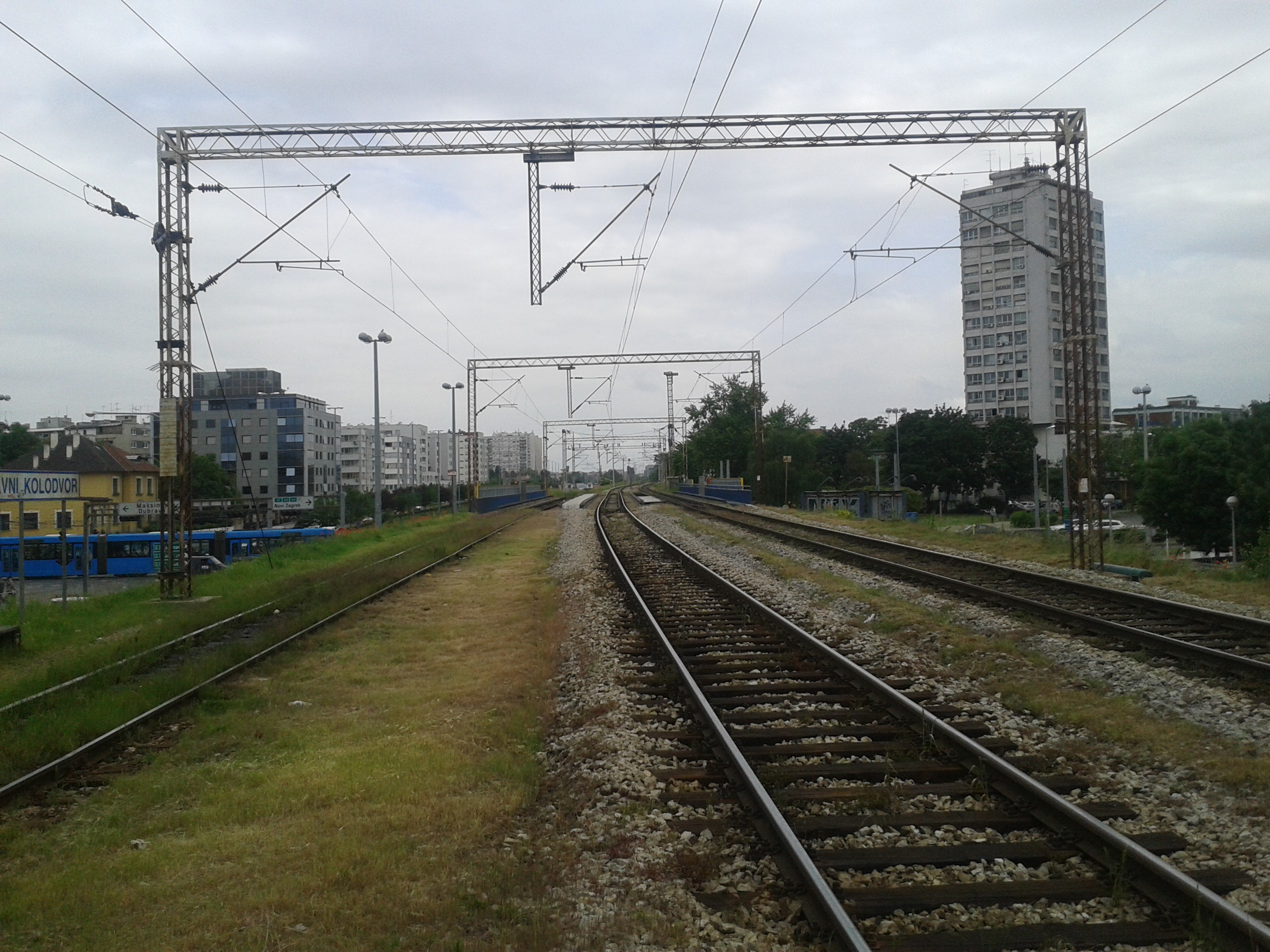
Напрямок, із якого прибув поїзд

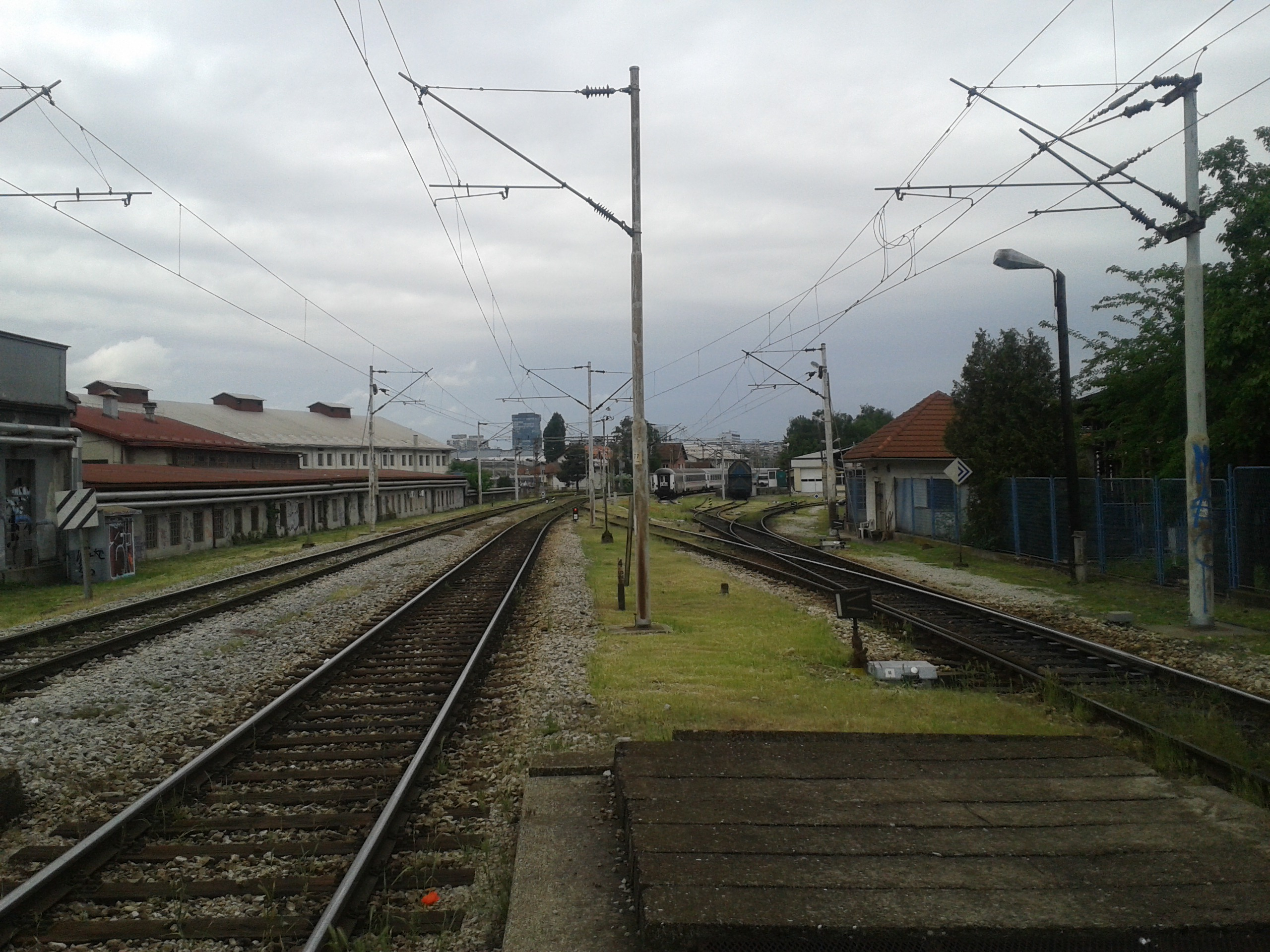
Приблизно за 300 м від місця аварії, яке на 150 м далі, ніж вагони, що видніють на зображенні

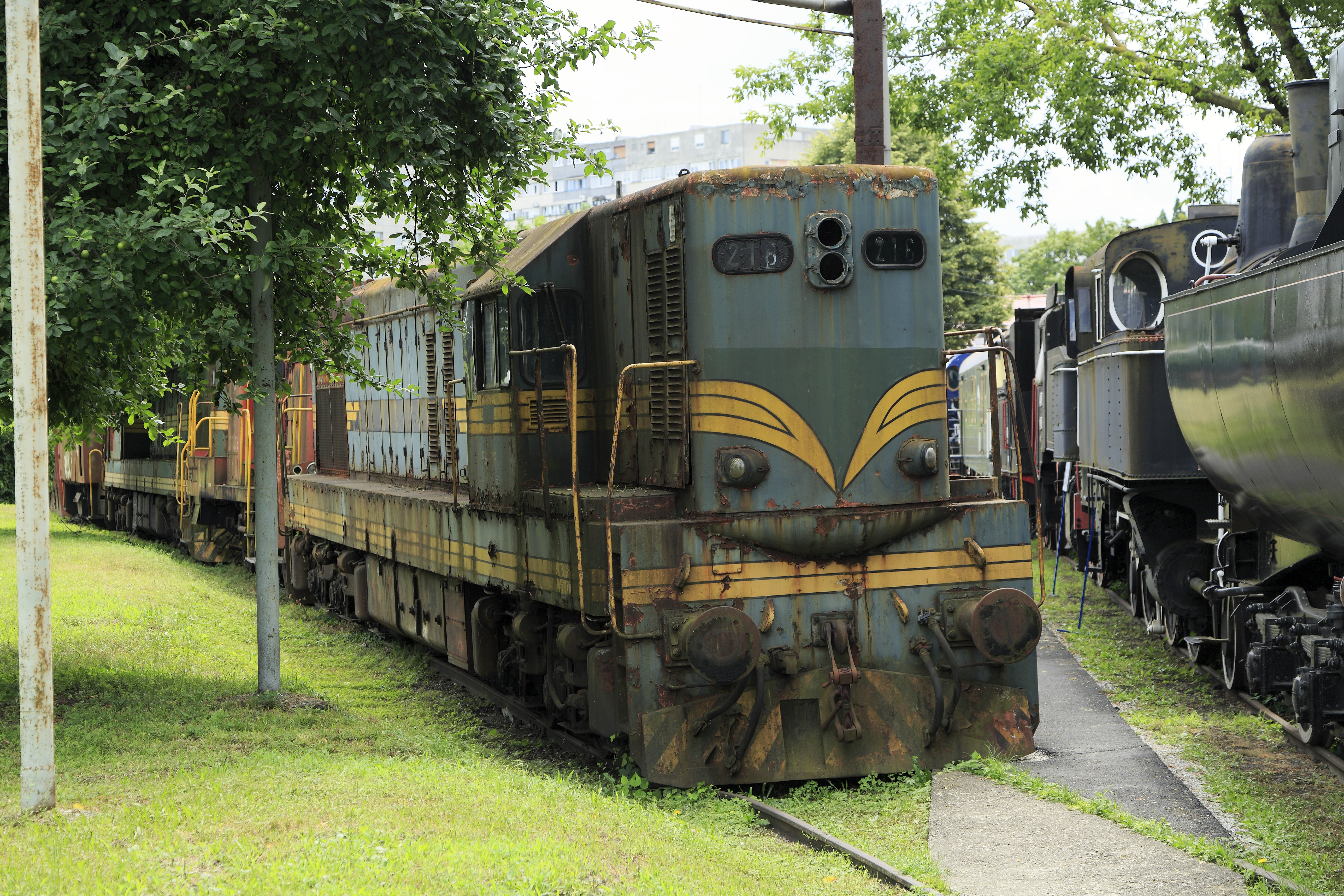
Відомий у колишній Югославії як «кеннедіївка» (kennedyjevka) тепловоз серії JŽ 661, який під № 661—216 вів постраждалий поїзд № 10410, нині знаходиться у Хорватському залізничному музеї.

Залізнична аварія в Загребі (хорв. Željeznička nesreća u Zagrebu) — залізнична аварія біля східного в'їзду на Загребський залізничний вокзал, що трапилася 30 серпня 1974 року о 22:40 (22:33), коли всі 9 вагонів міжнародного швидкого поїзда № 10410 сполученням Афіни — Белград — Загреб — Дортмунд зійшли з рейок та перекинулися, внаслідок чого загинули 167 пасажирів і невизначена кількість невстановлених пасажирів. У поїзді, що о 19:45 вирушив від станції Вінковці, тоді було приблизно 400 пасажирів, більшість із яких — гастарбайтери та їхні родини з усієї Югославії, а також Греції, Туреччини і Болгарії, які поверталися з літніх відпусток на роботу в Західну Німеччину.
Вважається найбільшою залізничною аварією в історії Хорватії та однією з найбільших у колишній Югославії, а також однією із сімох найтяжчих у Європі. Йосип Броз Тіто оголосив після аварії день жалоби.
Катастрофа сталася за 719 м від в'їзду на колію ІІа. Потяг налетів на пристанційні стрілки зі швидкістю 104 км/год замість дозволених 50 км/год. О 22:33 на колію ІІа зайшов лише локомотив без жодного зі своїх вагонів.
На місці пригоди запанували жах і паніка. Лікарі, поліція, пожежники та військовики намагалися зробити все можливе, щоб допомогти тим, хто вижив. Почалася ще одна важка робота — ідентифікація жертв. Цілими днями поліція порівнювала відбитки пальців, звіряла документи, рилася у своїх картотеках. Деякі зі 167 загиблих пасажирів померли від ураження електрострумом, коли поїзд повалив залізні опори контактної мережі. Ідентифікація спотворених тіл була великою проблемою, тому 41 невстановлену жертву було поховано у спільній могилі на кладовищі Мирогой.
Подальші розслідування виключили можливість технічних помилок, а винуватцями аварії було визнано машиніста Ніколу Кнежевича та його помічника Степана Варгу, які залишилися неушкодженими, як і сам локомотив. Слідчі не дійшли згоди щодо того, чи аварію спричинило вживання алкоголю, чи просто сон і втома звинувачених, але найімовірнішою причиною було їхнє виснаження: вони обоє за останній місяць провели на роботі 300 годин, а перед аварією пропрацювали без відпочинку не менш, ніж 45 годин. Незважаючи на цю пом'якшувальну обставину, машиніста було засуджено на 15 років позбавлення волі, а його помічника — на 8. Не виключено, що поїзд запізнювався через низький рівень залізничної інфраструктури, а тому машиніст хотів надолужити відставання і прибути на загребський вокзал за розкладом.
Уцілілі пасажири свідчили, що поїзд близько години до приїзду в Загреб не гальмував, не сповільнював швидкості, проїжджаючи повз станції Лудина та Новоселець, і небезпечно нахилявся на поворотах.
Одинокими нагадуваннями про ту трагедію залишається виставлений у Хорватському залізничному музеї локомотив поїзда 10410 та пам'ятник на Мирогої.